# Dinalungan
Dinalungan ist eine philippinische Stadtgemeinde in der Provinz Aurora. Sie hat 11.322 Einwohner (Zensus 1. August 2015).

## Baranggays
Dinalungan ist politisch unterteilt in neun Baranggays.
- Abuleg
- Zone I (Pob.)
- Zone II (Pob.)
- Nipoo (Bulo)
- Dibaraybay
- Ditawini
- Mapalad
- Paleg
- Simbahan